# Národní parky ve Francii

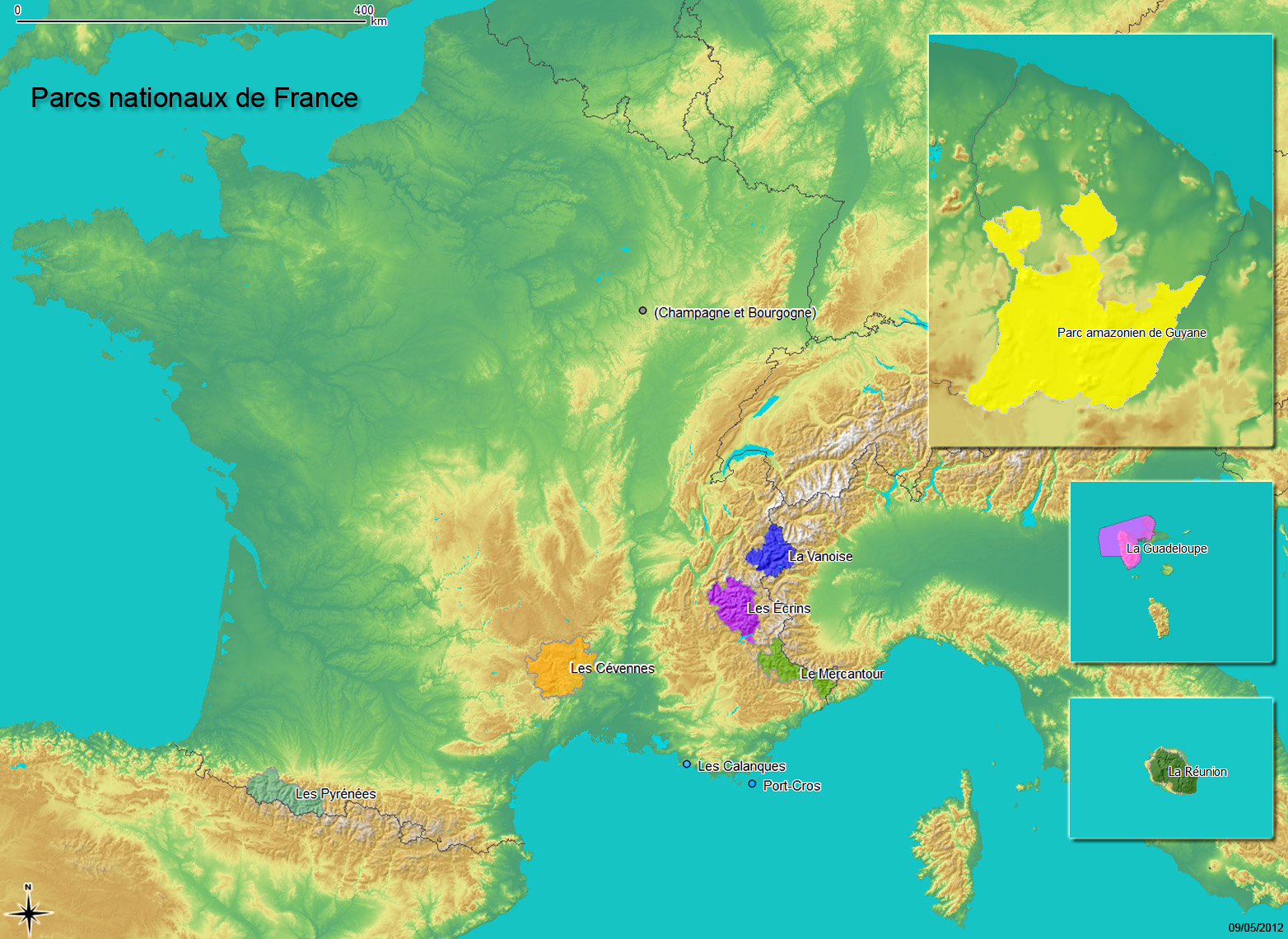
Národní parky Francie

Národní parky ve Francii. Národní parky ve Francii jsou spravovány organizací Parcs Nationaux de France. Ve Francii je jedenáct národních parků, z toho tři jsou v tzv. Zámořské Francii (stav k 03/2022). Národní parky pokrývají téměř 54 000 km² pevniny a mořské plochy, neboli 8 % francouzského území (metropolitní i zámořské Francie). Ročně přilákají více než 8 milionů návštěvníků. 

## Národní parky
| Fotografie | Název      | Region                                           | Rozloha (km²) | Založení | Geodata (OSM) |
| ---------- | ---------- | ------------------------------------------------ | ------------- | -------- | ------------- |
|            | Calanques  | Provence-Alpes-Côte d'Azur                       | 520           | 2012     | OSM, WMF      |
|            | Cévennes   | Okcitánie, Auvergne-Rhône-Alpes                  | 935           | 1970     | OSM, WMF      |
|            | Écrins     | Auvergne-Rhône-Alpes, Provence-Alpes-Côte d'Azur | 918           | 1973     | OSM, WMF      |
|            | Guadeloupe | Guadeloupe                                       | 380           | 1989     | OSM, WMF      |
|            | Guyana     | Francouzská Guyana                               | 20300         | 2007     | OSM, WMF      |
|            | Mercantour | Provence-Alpes-Côte d'Azur                       | 685           | 1979     | OSM, WMF      |
|            | Port-Cros  | Provence-Alpes-Côte d'Azur                       | 46            | 1963     | OSM, WMF      |
|            | Pyreneje   | Nová Akvitánie, Okcitánie                        | 457           | 1967     | OSM, WMF      |
|            | Réunion    | Réunion                                          | 1054,5        | 2007     | OSM, WMF      |
|            | Vanoise    | Auvergne-Rhône-Alpes                             | 528           | 1963     | OSM, WMF      |
|            | de forêts  | Burgundsko-Franche-Comté a Grand Est             | 566           | 2019     | OSM, WMF      |